# Deutsche Gesellschaft (Bern)

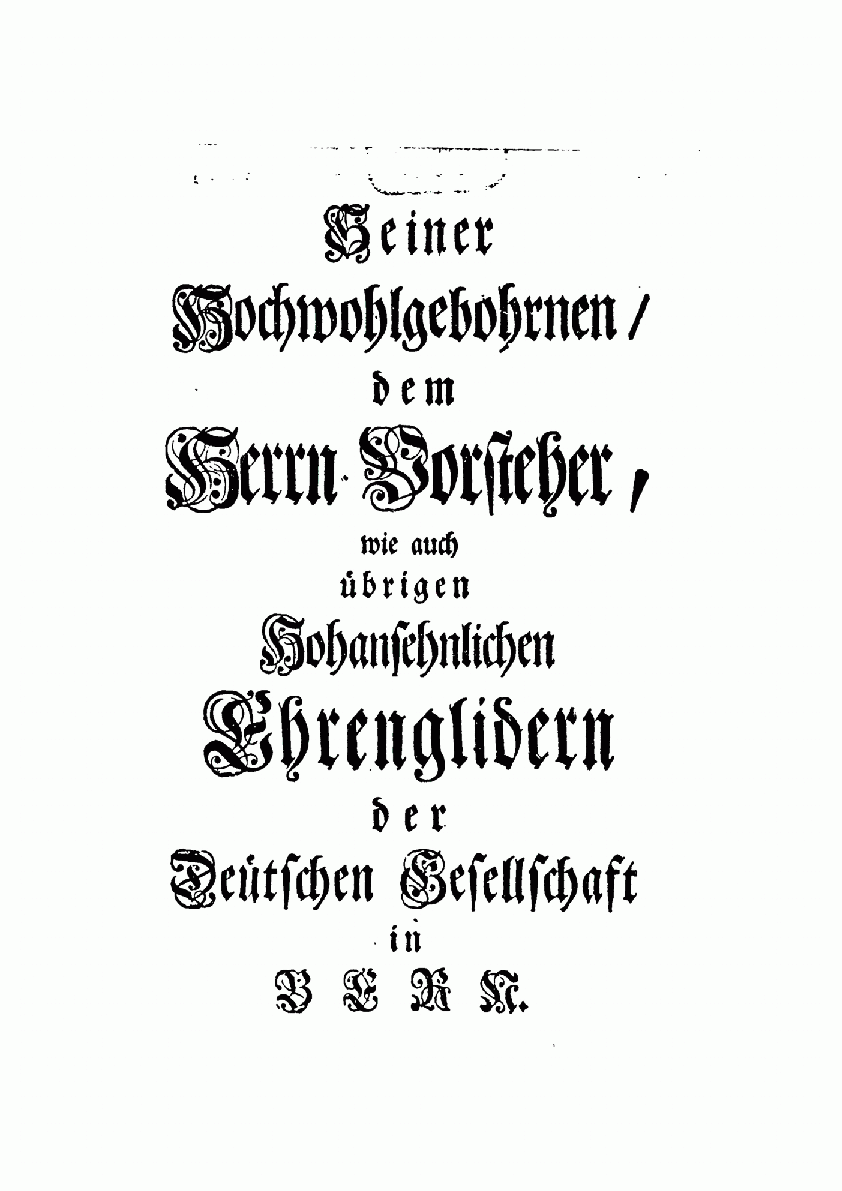
Gedichte (Drollinger 1745)

Die Deutsche Gesellschaft in Bern wurde 1739 zur Pflege der deutschen Sprache in Bern gegründet.

Der aus Zofingen stammende Theologe Johann Georg Altmann gründete im Januar 1739 die Deutsche Gesellschaft in Bern. Vorläufer davon war die Neue Gesellschaft, welche von 1721 bis 1724 in Bern unter der Leitung Altmanns das Freytags-Blätlein herausgab. Zur Deutschen Gesellschaft gehörten der Theologe Gabriel Hürner, der Eloquenz-Professor Johann Friedrich Kirchberger, der spätere Münsterpfarrer Johann Jakob Wolf, der Inselprediger Uriel Freudenberger, Daniel Tscharner, der spätere Landvogt zu Nyon, der Historiker Alexander Ludwig von Wattenwyl, der spätere Ratsherr Johann Friedrich Freudenreich, Albrecht Herport und Friedrich Sinner. Sinner sagte zu den Zusammenkünften der Gesellschaft: 

„Unsere Versammlungen wurden auf jeden Mittwoch Nachmittag von 2 – 6 Uhr angesetzt und in der Insel bey Herrn Freüdenberger gehalten, wo auch unsere Bibliothek und eigene Schriften aufbehalten wurden.“

Später stiessen zu der Gesellschaft Franz Ludwig Steiger, Leiter der Stadtbibliothek, Johann Rudolf von Mülinen, Carl Emanuel von Bonstetten, Johann Rudolf Sinner, Friedrich von Gingins, Venner Johann Rudolf Tillier, Christoph Steiger, Albrecht von Haller und Johann Jacob Spreng.
Johann Jacob Spreng widmete die Ausgabe von Carl Friedrich Drollingers Gedichten der Deutschen Gesellschaft in Bern.